# Andréi Tkachov
Andréi Yúrievich Tkachov, más conocido como Andréi Tkachov o Andrey Tkachov (Leópolis, 30 de diciembre de 1969), es un clérigo de la Iglesia Ortodoxa Rusa, arcipreste mitrado, clérigo de la iglesia de San Basilio el Grande, predicador, misionero y presentador de televisión ucraniano de origen soviético.

## Biografía

### Período de Lviv
Nacido el 30 de diciembre de 1969 en la ciudad de Lviv (actual Leópolis), RSS de Ucrania.
Fue bautizado a temprana edad. Estudió en la escuela número 52 de Lviv con el idioma de instrucción ruso. Según él mismo admite, la conversión al cristianismo se debió a «anhelos y tonterías», de las que fue «muy consciente desde la adolescencia».
A la edad de 15 años, ingresó a la Escuela Militar Suvorov de Moscú y luego, al Instituto Militar del Ministerio de Defensa de la URSS en Moscú en la Facultad de Propaganda Especial (especialización — persa); no completó el curso. dejando el instituto con la redacción «por falta de voluntad para estudiar»  Mientras servía en el ejército, se familiarizó con el antiguo Bhagavad Gita indio.
Al regresar a Lviv, trabajó como cargador en una tienda, sacristán y vigilante en una iglesia ortodoxa. La formación del futuro arcipreste estuvo muy influenciada por cierto "viejo amigo", uno de los hippies informales locales más conocidos de Lviv, a quien le encantaba leer el Evangelio y visitar los monasterios ortodoxos. Después de un año de servicio en la iglesia, por consejo de los «padres-confesores», ingresó al seminario teológico.
De 1992 a 1994 estudió (externamente.), en el Seminario Teológico de Kiev, donde conoció al futuro Archimandrita Longin (Chernukha) y al Archimandrita Kirill (Govorun) Ingresó a la Academia Teológica de Kiev, pero fue expulsado por no asistir a las conferencias. Posteriormente, el padre Andréi admitió que debido a un estilo de vida activo, «la educación completa es problemática», se llamó a sí mismo «autodidacta».
El 6 de mayo de 1993 en Lviv. fue ordenado diácono el 5 de noviembre de 1993, como sacerdote. Durante doce años estuvo en el clero de la Iglesia de San Jorge el Victorioso en Lviv. En la Academia Teológica de Lviv, por invitación, leyó «Fundamentos de la espiritualidad cristiana oriental»  Durante ese año enseñó la Ley de Dios (llamada “ética” en el programa) en una de las escuelas secundarias de idioma ruso en Lviv.

### Período de Kiev
En 2005, se mudó con su familia a Kiev debido a la necesidad de filmar programas de televisión ortodoxos. Inicialmente, sin un documento de transferencia a ninguna iglesia de Kiev, y teniendo solo una carta de ausencia de la diócesis de Lviv, sirvió, según sus propias palabras, “con amigos en cinco o seis iglesias, para no molestar a nadie”.
A petición de los feligreses de la Iglesia de Agapit de las Cuevas (en ucraniano, Києво-Печерська лавра, Kyivo-Pecherska lavra), fue llevado por su rector, el Padre Alejandro, al clero. Pronto, debido a la enfermedad del rector, durante su vida, el mismo Andréi se convirtió en el rector de esta iglesia, sirviendo allí desde 2006 hasta 2014.

### Período de Moscú
En junio de 2014 se mudó a Rusia, fue designado temporalmente para el clero de la iglesia local de la Mártir Tatiana en la Universidad Estatal de Moscú. El 18 de agosto d el mismo año, se inscribió en el clero de la ciudad de Moscú y fue nombrado clérigo supernumerario de la Iglesia de la Resurrección de la Palabra en la Asunción Vrazhek. Al presentar al nuevo clérigo de su iglesia, el arcipreste Nikolai Balashov señaló que el principal lugar de servicio del arcipreste Andréi Tkachov sería el gimnasio de San Basilio el Grande cerca de Moscú, donde dirigió el departamento de enseñanza. Padre Andréi servirá en la Iglesia de la Resurrección de la Redacción en días libres de obediencias escolares.
Acompañó su ministerio en Rusia con críticas a la Iglesia ortodoxa ucraniana como estructura administrativa, su sacerdocio y rebaño. El padre Andréi llamó a la UOC «una organización insolvente y ambigua. Una parte considerable del llamado 'pueblo ucraniano' y sus pastores» fue incluido por él en la categoría de “apóstatas de entre los falsos hermanos”. En general, según el arcipreste Tkachov, «hay demasiadas cabras engañosas ocultas en la Iglesia ucraniana». Tkachov afirmó que «durante el año de servicio en Moscú, conoció a más sacerdotes bendecidos que en todos los años en Ucrania». Habiendo dejado Ucrania, a la que llamó “la choza de los locos violentos”, el padre Andréi dio una descripción general de todo el estado que dejó atrás y el estado espiritual de sus ciudadanos:

Cuanto más lejos del casi-estado "Ucrania", más fácil es respirar y evaluar. Conduje un kilómetro desde la frontera, ya es más fácil, mil, es bastante fácil. Desafortunadamente, muchos en Rusia no entienden completamente en qué lugar plagado se ha convertido esta tierra, llena de santuarios ortodoxos de toda Rusia. ¡Hay un verdadero frenesí colectivo en marcha! La gente se ha vuelto loca con su impiedad. La notoria religiosidad del "pueblo ucraniano" en su mayor parte resultó ser vacía.

Después de mudarse a Moscú, pronunció repetidas veces sermones en servicios patriarcales en la Catedral de Cristo Salvador, y en la Catedral de la Asunción del Kremlin de Moscú. Fue incluido en la Presencia Interconcejal 2014-2018, y luego para 2018-2022, y Miembro de la Comisión para la Educación de la Iglesia y la Diaconía.
Por decreto del 12 de octubre de 2017, Andréi Tkachov fue liberado de la obediencia de un clérigo supernumerario de la Iglesia de la Resurrección de la Palabra en Uspensky Vrazhek y fue nombrado clérigo de tiempo completo de la Iglesia de San Basilio el Grande, el Patriarcal. Complejo en el pueblo de Zaitsevo, distrito de Odintsovo, región de Moscú.
El 24 de enero de 2019, en la Catedral de Cristo Salvador en Moscú, el Patriarca Kirill, respondiendo a las preguntas de los estudiantes de las universidades médicas y farmacéuticas de Rusia, declaró que “recibió a Andréi Tkachov con amor en Moscú, en el entendimiento de que él puede hacer una contribución muy significativa al fortalecimiento de la fe, incluso entre los jóvenes modernos”, y también aprobó los resultados de su trabajo.
Es el confesor del departamento de jóvenes de la diócesis de la ciudad de Moscú.
Es también autor de libros y artículos. Presentador de varios programas de televisión en canales de televisión ortodoxos. En marzo de 2023, el canal de YouTube de Andréi Tkachov tenía más de 1,44 millones de suscriptores y más de 416 millones de visitas. Está casado, en una familia de cuatro hijos. 

## Premios y nominaciones
- Ganador del Festival Internacional de Cine y Literatura Ortodoxa “Pokrov 2005” en la nominación «Mejor presentador de televisión» (programa «Día del Ángel»)[21]
- Nominado al Cuarto Premio Literario Patriarcal que lleva el nombre de los Santos Cirilo y Metodio Iguales a los Apóstoles (2014)[22]
- Ganador (2° lugar) del X Concurso Abierto de publicaciones «Ilustraciones a través del libro» en la nominación “El mejor libro para jóvenes” (Libro: El fugitivo del mundo, 2015)[23]
- Nominado al Premio Literario Patriarcal 2016[24]

## Obras
- Mira, el cielo se acerca... – Lepta-Kniga, 2008.—272 p.
- Pensamientos sobre el arrepentimiento. – M .: Editorial del Monasterio Sretensky, 2009.—32 p.
- ¡Somos eternos! Aunque no queramos. – N. Orianda: Palabra indígena. 2009.—304 págs.
- Carta a Dios. – M .: Danilovsky Blagovestnik, 2010.—400 p.
- Dios escribió una carta para ti y para mí. – K.: Novato, 2010. — 256 p.
- Primer milagro. Conversaciones sobre la familia y el matrimonio. – K .: Novato, 2010.—224 p.
- León alado. – Lviv: LA Piramida, 2010.—116 p.
- Preparación para la muerte. – M .: Editorial del Monasterio Sretensky, 2010.—16 p. - (Sacramentos y rituales).
- Colcha de retazos. – K.: Novato, 2011. — 288 p.
- Notas misioneras. - M .: Editorial del Monasterio Sretensky, 2011.—144 p.
- Dimensión humana. Artículos y conversaciones. – K .: Novato, 2011.—352 p.
- En la presencia de Dios. Discursos sobre el Antiguo Testamento. – K.: Novato, 2011. — 228 p.
- Polvo en charreteras de paja. – K., 2012.—208 p.
- ¡Somos eternos! Aunque no queramos. Libro 2. – Palabra Nativa, 2012.—608 p.
- "Wonderland" y otras historias. – M .: Editorial del Monasterio Sretensky, 2013.—256 p.
- Ángeles de la tierra, gente celestial. – M .: Editorial del Monasterio Danilov, 2013.—192 p.
- "Regreso al Paraíso" y otras historias. – M.: OLMA, 2013.—624 p.
- Cristo a las siete Iglesias. – M .: Editorial del Monasterio Sretensky, 2015.—64 p.
- Fugitivo del mundo. – M .: Editorial del Monasterio Sretensky, 2015.—304 p.
- Sermón sobre la predicación. – M .: Editorial del Monasterio Sretensky, 2015.—112 p.
- Notas misioneras. – M .: Editorial del Monasterio Sretensky, 2015.—256 p.
- La tragedia de Ucrania. ¿Un campo de concentración en lugar del paraíso? / Koppel-Kovtun S.A., Tkachev Andrey et al. – Moscú: Eksmo, 2015.—416 p. – (Religión. Historias sobre la vida espiritual). ISBN 978-5-699-78617-6
- Regreso a casa. Cuando nace la fe. – M.: Eksmo, 2015.—240 p.
- Por qué creo: respuestas simples a preguntas complejas. – Nicea, 2016.—237 p.
- El aire de la Ciudad celestial. – M.: Día de Nikolin, 2016.—288 p. ISBN 978-5-906570-68-0
- En comunicación con los padres. Conversaciones sobre Educación Cristiana. – K .: Novato, 2018.—272 p. – 4000 copias. ISBN 978-966-2503-21-0
- La carga de la pasión. La vida secreta de nuestras almas. – K.: Novato, 2018.—256 p. - 3000 copias.
- Verbos correctos. Cómo pensar y actuar para sobrevivir en este mundo. – M.: Eksmo, 2020.—224 p. - (Libros del arcipreste Andréi Tkachov). ISBN 978-5-04-094456-9